# Haya (grupa etniczna)
Haya – grupa etniczna z rodziny ludów Bantu zamieszkująca północno-zachodnią Tanzanię. Posługują się językiem haya z grupy bantu. 
Populację ludu Haya szacuje się na blisko 2,4 miliona osób (2018). 81% populacji to chrześcijanie (katolicy 60%, protestanci 40%), 12% stanowią wyznawcy islamu, pozostali zaś praktykują afrykańskie wierzenia tradycyjne.